# Akpene Diata Hoggar
Akpene Diata Hoggar est une entrepreneure, blogueuse, activiste sociale et mannequin ghanéenne. En 2018, elle  remporte le titre de Miss Univers Ghana en représentant la région de la Volta. 

## Biographie

### Origines et éducation
Akpene naît à Akatsi au Ghana et fait ses études en gestion de systèmes d'information à l'Université Ashesi,,.

### Carrière
En 2018, elle décroche le titre de Miss Univers Ghana après avoir participé au concours Model Face of Ghana. Ensuite, elle représente son pays au concours Miss Univers tenu à Bangkok, en Thaïlande,,,,,,.
Cofondatrice de la société Creatives Anonymous G, elle met en place le label de production Sundiata Studios et crée également l'organe Peer Relief avec une ligne éditoriale de sensibilisation sur la santé mentale. Akpene est également une blogueuse de voyage et de style de vie.
Grâce à ses expériences dans le numérique, elle devient promotrice du programme Discover Yourself, Discover Your Purpose qui appuie les jeunes filles ghanéennes à explorer leur potentiel créatif et numérique .